# Франческо Даміані
Франче́ско Даміа́ні (італ. Francesco Damiani; 4 жовтня 1958) — італійський професійний боксер, призер Олімпійських ігор, призер чемпіонату світу та чемпіон Європи серед аматорів, чемпіон світу за версією WBO (1989—1991) та чемпіон Європи за версією EBU (1987—1988) у важкій вазі.

## Аматорська кар'єра
На Середземноморських іграх 1979 завоював бронзову медаль в категорії понад 81 кг.
На Олімпійських іграх 1980 переміг Теодора Пірьола (Румунія) і програв Петру Заєву (СРСР).
На чемпіонаті Європи 1981 у новоствореній категорії понад 91 кг став чемпіоном.
- У чвертьфіналі переміг Артура Лабурду (Чехословаччина) — RSC 2
- У півфіналі переміг Уллі Кадена (НДР) — 5-0
- У фіналі переміг В'ячеслава Яковлєва (СРСР) — 5-0

На чемпіонаті світу 1982 завоював срібну медаль.
- У чвертьфіналі переміг Теофіло Стівенсона (Куба) — 5-0
- У півфіналі переміг Петра Стоіменова (Болгарія) — 5-0
- У фіналі програв Тайреллу Біггсу (США) — 1-4

На чемпіонаті Європи 1983 став чемпіоном.
- У чвертьфіналі переміг Іштвана Леваї (Угорщина) — 5-0
- У півфіналі переміг Петра Стоіменова (Болгарія) — 5-0
- У фіналі був оголошений переможцем без бою проти Уллі Кадена (НДР)

На Кубку світу 1983 став переможцем.
- У чвертьфіналі переміг Вільяма Ісангура (Танзанія) — 5-0
- У півфіналі переміг Уллі Кадена (НДР) — 5-0
- У фіналі переміг Крейга Пейна (США) — 4-1

На Олімпійських іграх 1984 завоював срібну медаль.
- У чвертьфіналі переміг Вільяма Ісангура (Танзанія) — RSC 2
- У півфіналі переміг Роберта Веллса (Велика Британія) — RSC 3
- У фіналі програв Тайреллу Біггсу (США) — 1-4

## Професіональна кар'єра
Відразу після Олімпіади перейшов до професійного боксу. Не знав поразок у двадцяти семи боях поспіль.
9 жовтня 1987 року відібрав титул чемпіона Європи за версією EBU у важкій вазі у шведа Андерса Еклунда. Провів два успішних захисти титулу.
29 жовтня 1988 року взяв реванш за дві поразки в аматорах у Тайрелла Біггса (США), нокаутувавши його в п'ятому раунді.
6 травня 1989 року в бою проти Джонні дю Плуя (ПАР) завоював інагураційний титул WBO у важкій вазі. Здобувши три перемоги, одна з яких була захистом титулу, 11 січня 1991 року втратив звання чемпіона, програвши нокаутом Рею Мерсеру (США).